# Иллартен
Илларте́н (фр. Illartein) — коммуна во Франции, находится в регионе Окситания. Департамент коммуны — Арьеж. Входит в состав кантона Кастийон-ан-Кузран. Округ коммуны — Сен-Жирон.
Код INSEE коммуны — 09141.

## Население
Население коммуны на 2008 год составляло 77 человек.
| 1962 | 1968 | 1975 | 1982 | 1990 | 1999 | 2008 |
| ---- | ---- | ---- | ---- | ---- | ---- | ---- |
| 62   | 67   | 60   | 46   | 54   | 77   | 77   |

## Экономика
В 2007 году среди 42 человек в трудоспособном возрасте (15—64 лет) 27 были экономически активными, 15 — неактивными (показатель активности — 64,3 %, в 1999 году было 71,4 %). Из 27 активных работали 22 человека (10 мужчин и 12 женщин), безработных было 5 (0 мужчин и 5 женщин). Среди 15 неактивных 3 человека были учениками или студентами, 8 — пенсионерами, 4 были неактивными по другим причинам.